# Тюбинг

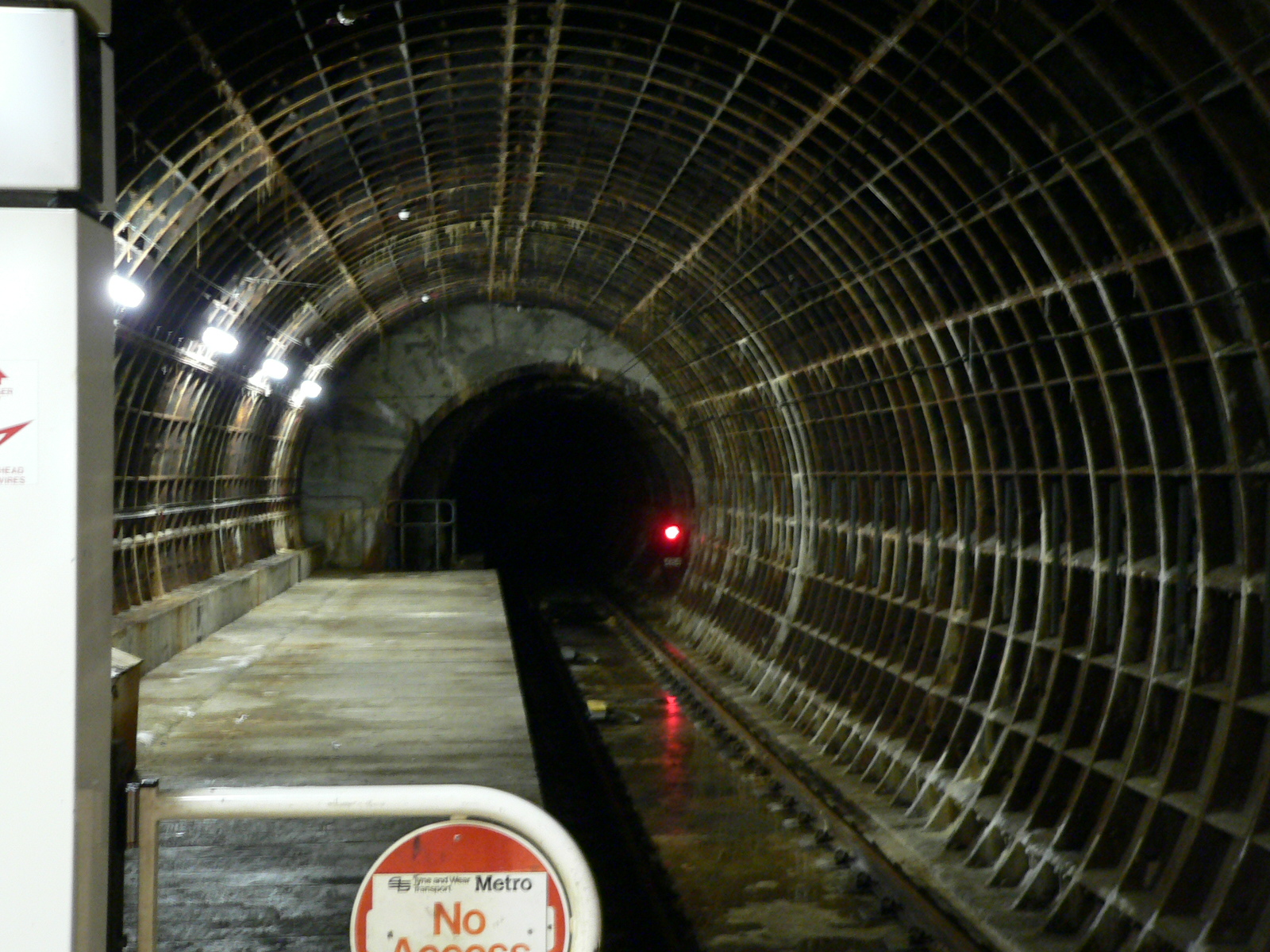

Тю́бинг (англ. tubing, от tube «труба») — элемент сборного крепления подземных сооружений (шахтных стволов, тоннелей, бункеров и проч.). Наиболее распространены тюбинги тоннельной обделки, обычно кругового очертания. Тюбинги изготовляют из металла (чугуна, стали), железобетона.
Тюбинги являются отдельными сегментами тоннельного кольца. Каждое такое кольцо состоит из ключевого сегмента, двух смежных и нескольких обычных сегментов. Кольца собираются в тюбинговую крепь.

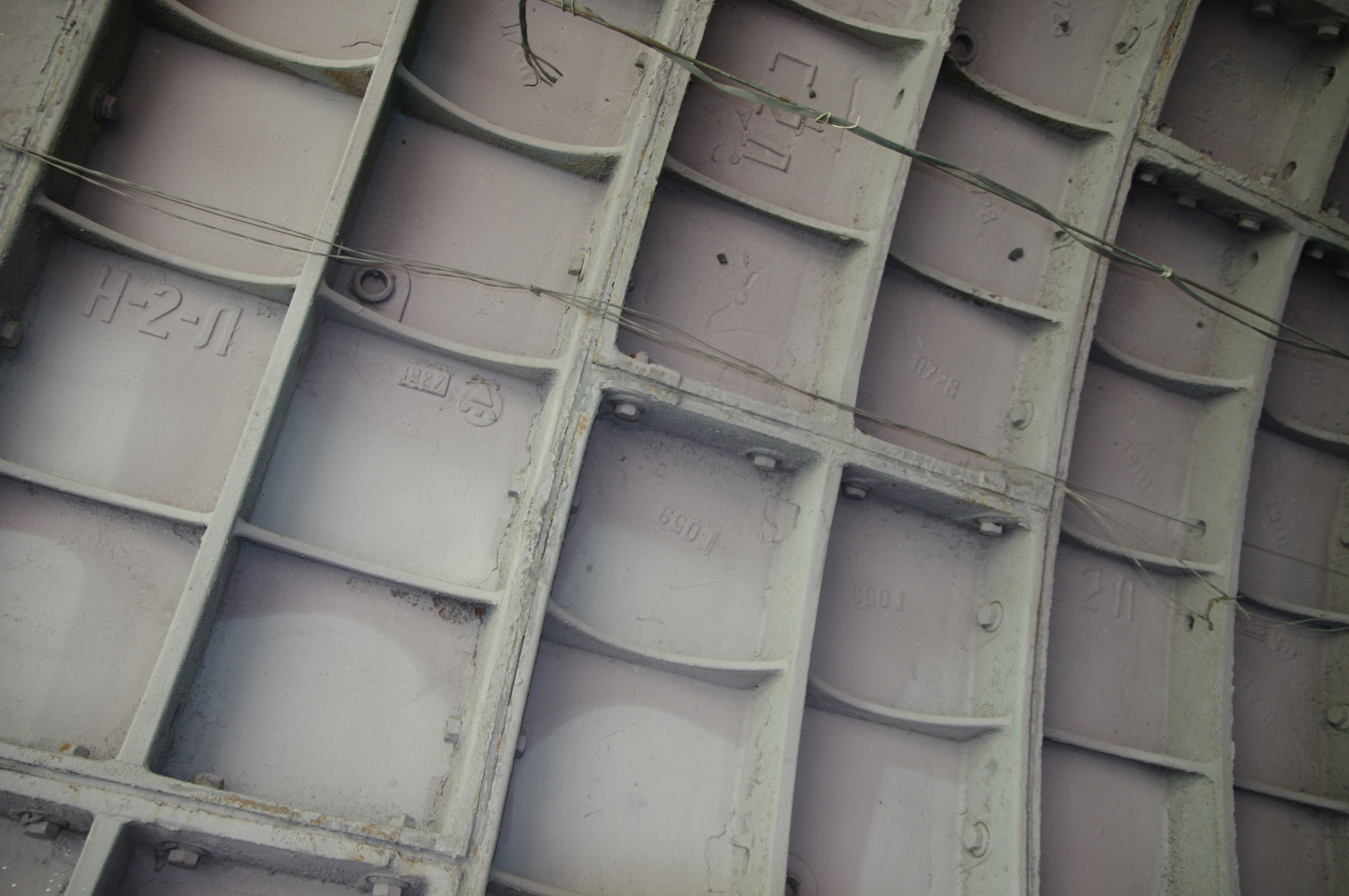
Чугунные тюбинги московского метро. Скрепления и швы.

Для герметизации фиксированных швов чугунной тюбинговой крепи в шахтах, тоннелях в качестве чеканочного материала используется свинцовая проволока эллиптического поперечного сечения. Чеканка швов железобетонной обделки производится расширяющимся цементом.
В частности, тюбинги применяются при строительстве и являются частью конструкций метрополитена, шахтных пусковых установок.